# Монтайю
Монтайю́ (фр. Montaillou) — коммуна во Франции, находится в регионе Юг — Пиренеи. Департамент коммуны — Арьеж. Входит в состав кантона Акс-ле-Терм. Округ коммуны — Фуа.
Код INSEE коммуны — 09197.

## Население
Население коммуны на 2008 год составляло 25 человек.
| 1962 | 1968 | 1975 | 1982 | 1990 | 1999 | 2008 |
| ---- | ---- | ---- | ---- | ---- | ---- | ---- |
| 41   | 45   | 37   | 20   | 27   | 14   | 25   |

## Экономика
В 2007 году среди 9 человек в трудоспособном возрасте (15—64 лет) 5 были экономически активными, 4 — неактивными (показатель активности — 55,6 %, в 1999 году было 66,7 %). Из 5 активных работали 4 человека (2 мужчины и 2 женщины), безработным был 1 (1 мужчина и 0 женщин). Среди 4 неактивных 1 человек был учеником или студентом, 1 — пенсионером, 2 были неактивными по другим причинам.

## Фотогалерея

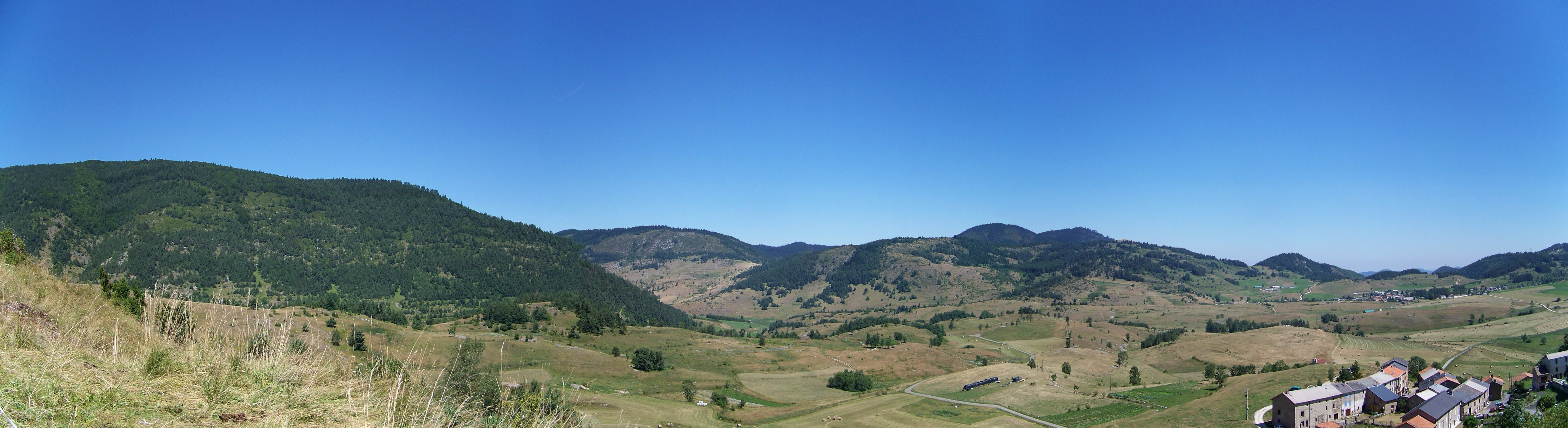
Пейзаж к северу от Монтайу
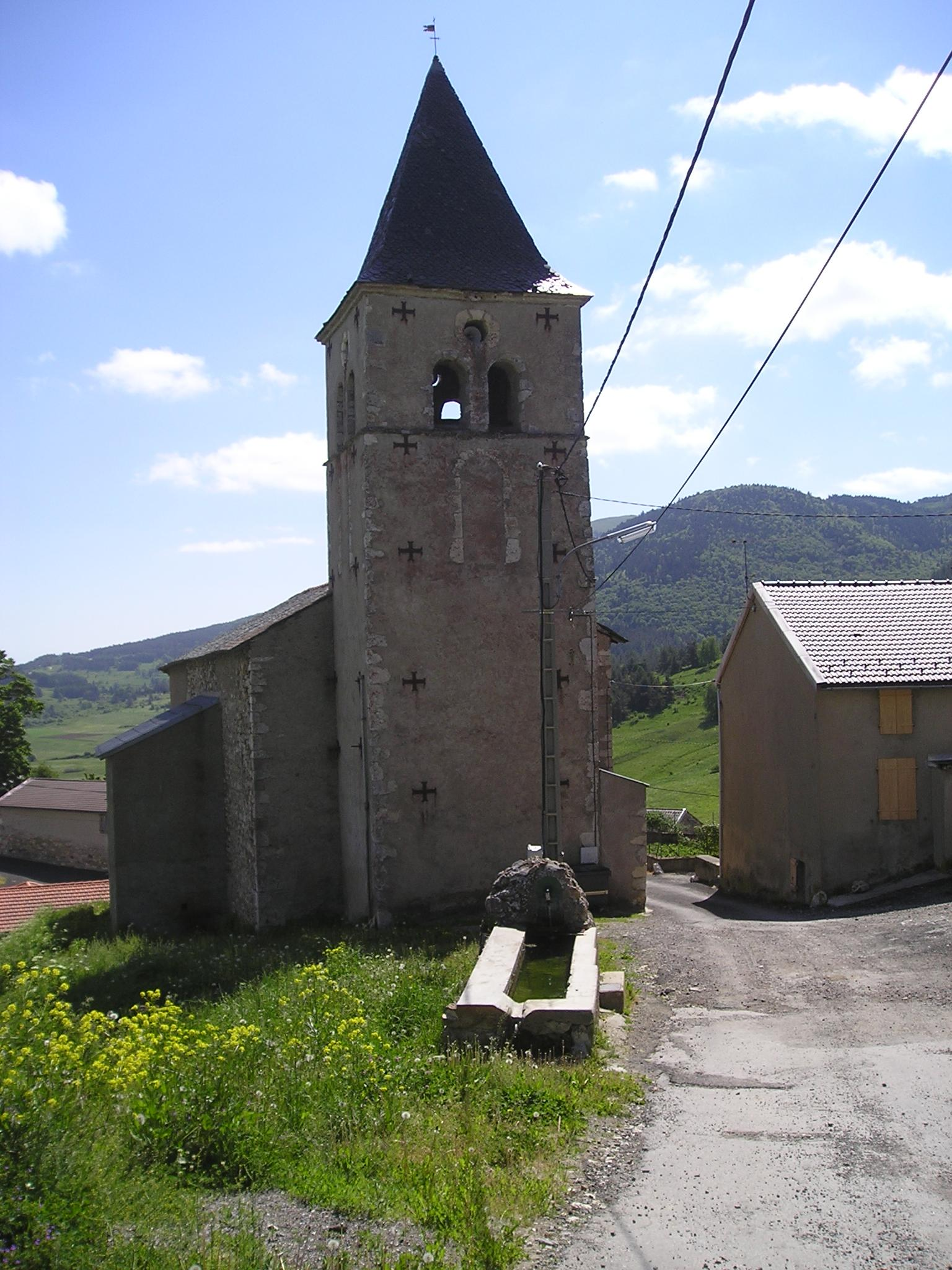
Кирха
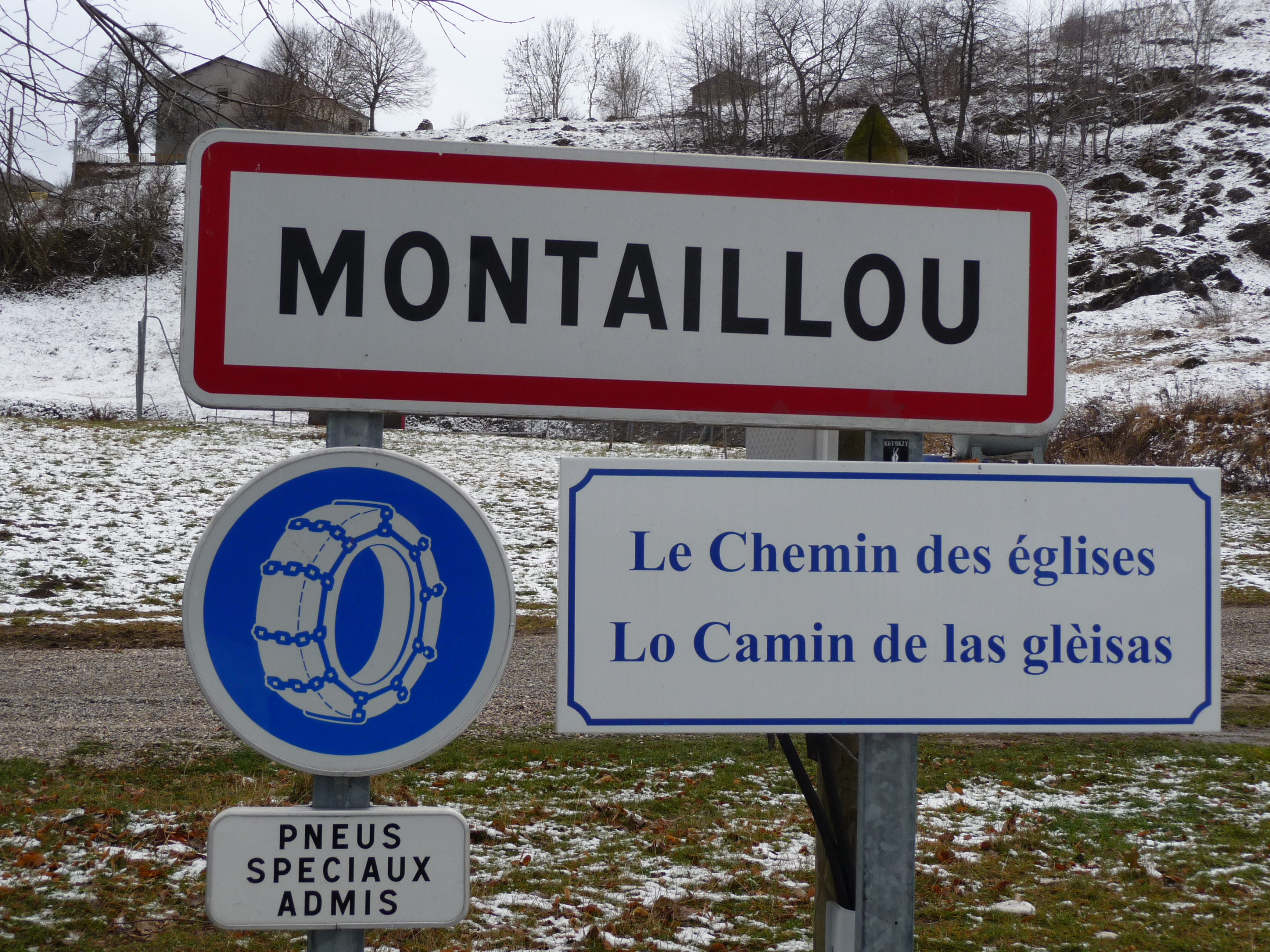
Знак на въезде в Монтайу